# 本杰明·博斯
本杰明·博斯（英語：Benjamin Boss，1880年1月9日—1970年10月17日），美国天文学家。他曾工作于达德利天文台和华盛顿卡内基科学学院的子午线天体测量系。

## 生平
博斯出生于纽约州的奥尔巴尼，他的父亲为天文学家刘易斯·博斯，母亲为海伦。进入奥尔巴尼学院后，他又于1901年毕业于哈佛大学并且工作于达德利天文台直到1905年。在华盛顿的美国海军天文台工作一年后成为了萨摩亚分部的负责人。他帮助组织了到弗林特岛的远征队，以便观测1908年的日食。从1906年到1908年他都是负责人。
他于1908年加入了华盛顿卡内基科学学院的子午线天体测量系，在1912年成为执行系主任前他都是作为一名秘书。1915年，他正式成为系主任。从1912年到1956年他同时还是达德利天文台的台长。他的主要工作是球面天文学，尤其是恒星的位置和运动。
他的父亲从1909年开始都是天文期刊的编辑，直到1912年去世，从那之后本杰明就接过了这个任务直到1941年。1936年他的33,342颗恒星的总星表由华盛顿卡内基科学学院出版。这个版本替代了刘易斯的6,188颗恒星的初步版。恒星命名就是从这个总星表开始的。
1970年10月17日，博斯在奥尔巴尼去世。